# Wolf Albach-Retty
Wolf Albach-Retty, född 28 maj 1906 i Wien, Österrike-Ungern, död 21 februari 1967 i samma stad, var en österrikisk skådespelare. Han medverkade i runt 100 tyskspråkiga filmer under åren 1927-1965.
Han var från 1936 gift med skådespelaren Magda Schneider och far till skådespelaren Romy Schneider.

## Filmografi, urval
- 1932 – Bröllopsnatten
- 1932 – Kär och galen
- 1933 – Amor i ledband
- 1935 – Storstädning
- 1940 – 7 års olycka
- 1941 – En natt i Siebenbürgen
- 1958 – Vägen utför
- 1963 – Kardinalen